# 椿千代
椿千代（つばきちよ）は、日本の舞台女優、舞踏家。劇団わらび座所属。

## おもな出演作品
- ミュージカル「男鹿の於仁丸」（大関弘政脚本）;おゆう役　(ヒロイン)
- ミュージカル「アテルイ」（高橋克彦原作、杉山義法脚本）;佳奈役　(ヒロイン)
- ミュージカル「龍姫」（福田善之作演出）;たつこ（龍姫）役　(主演)
- ミュージカル「つばめ」（ジェームス三木脚本）;お燕（チェビー）役　(主演)
- ミュージカル「鬼ンコおばこ」（大関弘政脚本）;唯役　(主演)
- ミュージカル「坊っちゃん!」（ジェームス三木脚本）;マドンナ役　(ヒロイン)
- ミュージカル「小野小町」（内舘牧子脚本）;小野小町役　(主演)
- 一人芝居「北浦おこん」;おこん役　(主演)
- ミュージカル「火の鳥 鳳凰編」（栗山民也演出）；速魚役　(ヒロイン)
- ミュージカル「アトム」（横内謙介脚本）；神楽坂町子役
- 坊っちゃん劇場第9作公演 ミュージカル「道後湯の里」（ジェームス三木脚本）；芸者 雛菊（お瀧）役（ヒロイン）

※ミュージカル「ブッダ」出演のため途中降板、蓮見のりこと交代。
- ミュージカル「ブッダ」（手塚治虫原作、齋藤雅文脚本）;ミゲーラ役（ヒロイン）
- ミュージカル「ジュリアおたあ」（鈴木哲也原案、鈴木ひがし脚本・演出、高橋亜子脚本・作詞；ジュリアおたあ役(主演)
- ミュージカル「龍角散Presents・ゴホン！といえば」（2022年、マキノノゾミ脚本・演出：藤井玄淵の妻・千代役[1]）

### テレビドラマ
- 秋田発地域ドラマ 金色の海（2021年1月、NHK BSプレミアム） - 吉川実可子 役